# TVR Chimaera
O Chimaera é um roadster da TVR.